# Jan van Cauwelaert
Jan van Cauwelaert CICM (ur. 12 kwietnia 1914 w Antwerpii, zm. 18 sierpnia 2016 w Jette) – belgijski duchowny katolicki, misjonarz, biskup Inongo w Demokratycznej Republice Konga w latach 1954–1967.

## Życiorys
Święcenia kapłańskie otrzymał 6 sierpnia 1939 w misyjnym Zgromadzenia Niepokalanego Serca Maryi.
6 stycznia 1954 papież Pius XII mianował go wikariuszem apostolskim nowo utworzonej jednostki administracyjnej Kościoła w Kongu Belgijskim z siedzibą w Inongo. Sakry udzielił mu ówczesny prymas Belgii kard. Joseph-Ernest van Roey. Po podniesieniu wikariatu do rangi diecezji 10 listopada 1959 bp van Cauwelaert został jej pierwszym ordynariuszem. Brał udział we wszystkich czterech sesjach soboru watykańskiego II.
Na emeryturę przeszedł 12 czerwca 1967. Tego samego dnia rządy w diecezji przejął miejscowy kapłan. Do 12 października 1976 posiadał biskupią stolicę tytularną Uccula.